# رولی گرگور
رولی گرگور (انگلیسی: Roly Gregoire؛ زادهٔ ۲۳ نوامبر ۱۹۵۸) بازیکن فوتبال اهل بریتانیا است.
از باشگاه‌هایی که در آن بازی کرده‌است می‌توان به باشگاه فوتبال ساندرلند اشاره کرد.